# Sylvain Charles-Cros
Pour les articles homonymes, voir Cros.
Charles Sylvain Cros, dit Sylvain Charles-Cros, né le 25 février 1901 à Labatie-d'Andaure dans l'Ardèche et mort le 27 novembre 1993 à Bourg-Saint-Andéol dans l'Ardèche, est un instituteur et homme politique français. 
Instituteur de formation, il œuvre pour l'éducation au Sénégal alors colonie française. Engagé en politique après la Seconde Guerre mondiale, il représente le territoire du Sénégal au Conseil de la République de 1946 à 1952. 

## Activité professionnelle
Formé à l'École normale primaire de Privas, il s'installe au Sénégal. Il y devient inspecteur de l'enseignement de l'Afrique-Occidentale française puis chef de l'enseignement primaire. 

## Carrière politique
Après la guerre, Charles-Cros s'engage en politique. Il est d'abord candidat, sans succès, aux élections constituantes de 1945. En décembre 1946, il est élu au Conseil de la République à la faveur des premières élections à cette Chambre. Deuxième sur la liste de la SFIO, il est élu facilement. Il est réélu lors du scrutin de 1948, où sa liste remporte 30 voix sur 48. 
Au Conseil de la République, Charles-Cros fait partie de la commission des affaires économiques et de celle de la France d'outre-mer. Il devient, en 1951 et 1952, vice-président de la commission de la France d'outre-mer. Pendant ses mandats, il veille tout particulièrement à défendre les territoires de l'Afrique-Occidentale française et de ses habitants, notamment les droits des « indigènes ». 
Aux élections du 18 mars 1952, la liste sur laquelle il figure affronte sept autres listes et n'obtient que huit voix. Après sa défaite, Charles-Cros est désigné par son parti membre de l'Assemblée de l'Union française, où il siège jusqu'en 1958. 
Après la proclamation de la Cinquième République, il se retire de la vie politique et se réinstalle dans sa région natale.

## Publications
Charles-Cros est l'auteur de plusieurs publications. Hormis une étude imprimée alors qu'il était instituteur en AOF, elles ont été diffusées après son mandat de sénateur. Tous ces écrits sont parus à compte d'auteur. Toutefois, sa biographie de Blaise Diagne a été republiée à Dakar en 1972. 
- Le pays de Sine et Saloum  (Sénégal) : l'histoire et la légende, Vals-les-Bains, Chalvet, 1934.
- Ce qu'il faut savoir sur les municipalités africaines et malgaches, Paris, 1956.
- Mémento du citoyen d'outre-mer, Paris, 1957.
- Ce qu'il faut savoir sur la Ve République française et la Communauté : les accords d'association, 1958.
- Code civique de la Communauté et des États marginaux, 1959.
- La Parole est à M. Blaise Diagne, premier homme d'État africain, 1961 (réédité en 1972).